# Opaska zaciskowa

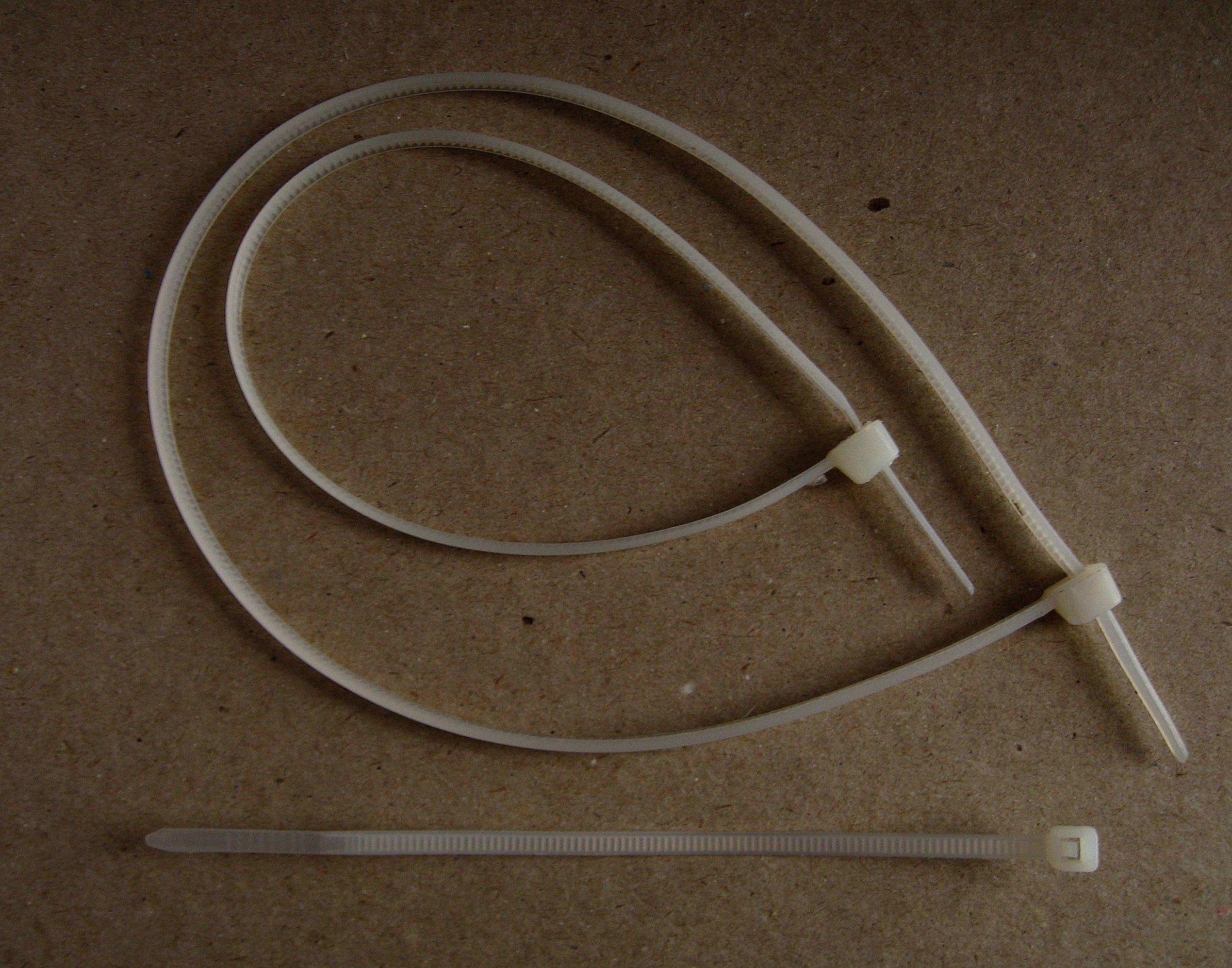
Opaski zaciskowe

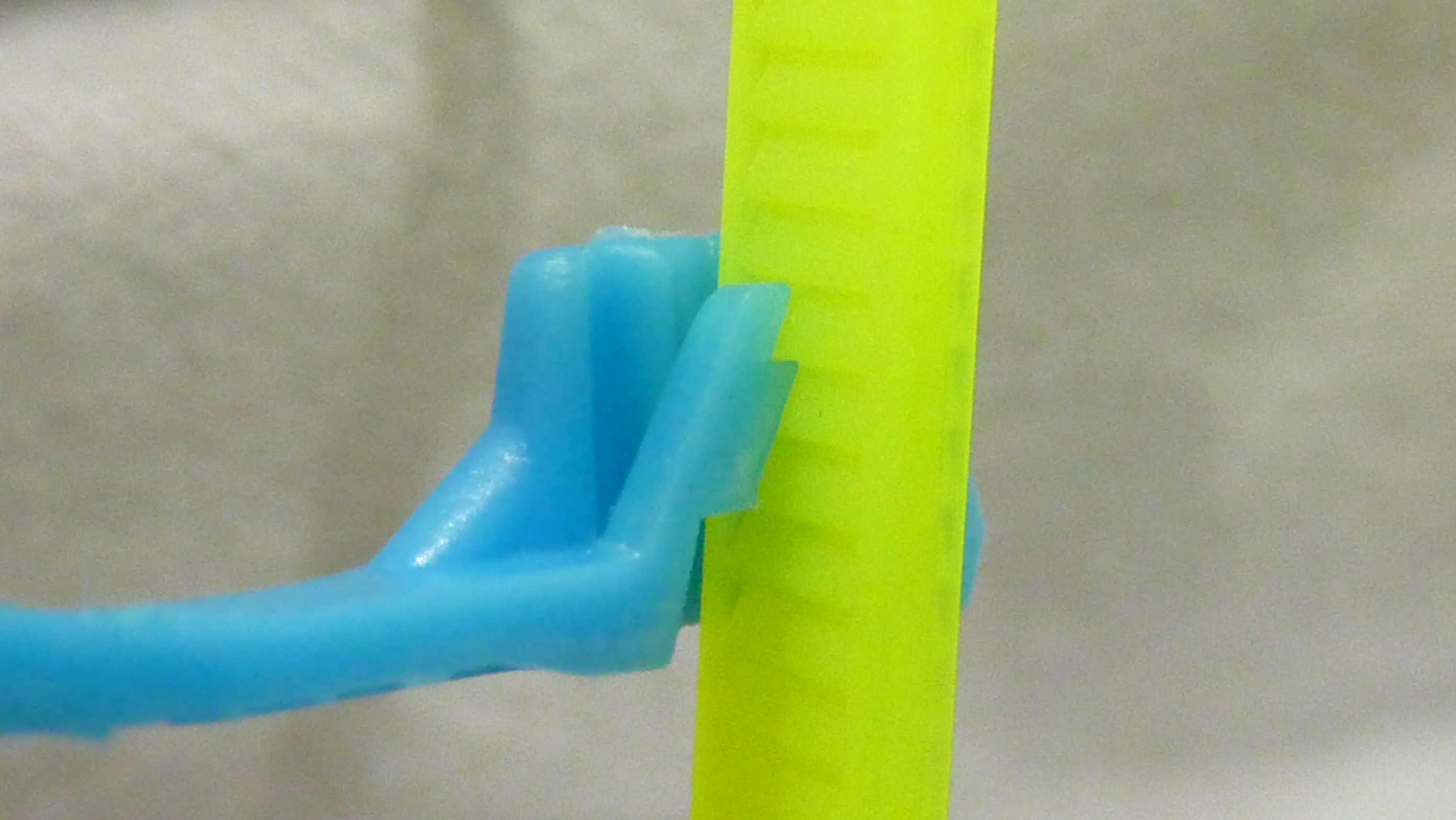
Przekrój przez główkę opaski ukazujący mechanizm zaciskowy

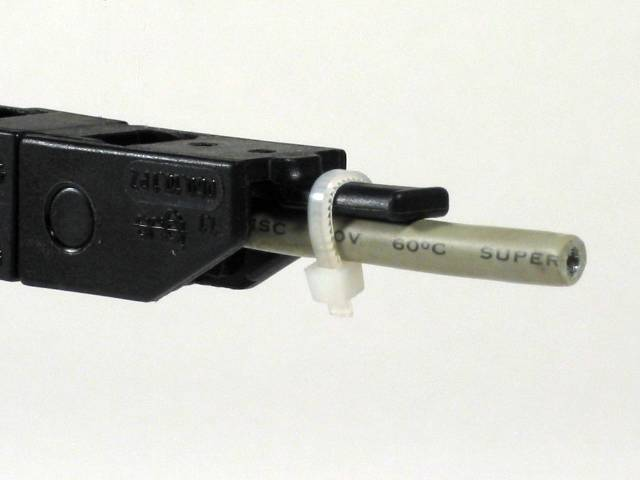
Praktyczne zastosowanie opaski

Opaska zaciskowa (także znana pod nazwą zip, opaska kablowa, raps, trytytka, trytka i in.) – elastyczna obejma z tworzywa sztucznego z mechanizmem zębatkowo-zapadkowym stosowana głównie do spinania wiązek kabli elektrycznych.
Nazwy „trytytki” oraz „trytytka” są zarejestrowanymi w Urzędzie Patentowym Rzeczypospolitej Polskiej słownymi znakami towarowymi o numerach rejestru odpowiednio R.192091 i R.303165.

## Budowa i zastosowanie
Nylonowa taśma, będąca jednocześnie obejmą i zębatką, z jednej strony zakończona jest zwężeniem (szpiczasta końcówka) ułatwiającym jej przewlekanie, a z drugiej główką służącą do jej zapinania. Taśmę przewleka się przez otwór w główce, a umieszczona w niej zapadka blokuje się na kolejnych zębach wsuwanej taśmy. Zęby mają takie pochylenie, że wsuwanie odbywa się bez trudu, a wysuwanie jest niemożliwe bez uszkodzenia opaski (samoistne rozpięcie się opaski jest niemożliwe). Powstała pętla może być jedynie bardziej zaciskana.
Opaski zaciskowe stosuje się głównie do spinania wiązek kabli. Innym zastosowaniem jest zaciskanie ich na nadgarstkach jako zaimprowizowanych kajdanek – podobnie do PlastiCuffs używanych przez policję oraz wojsko. Opasek zaciskowych używa się także do mocowania kołpaków w samochodach (niektóre produkowane specjalnie w tym celu).
Do montażu opasek można stosować specjalne narzędzia pozwalające na zaciśnięcie z pożądaną siłą oraz odcięcie nadmiaru taśmy.
Do zastosowań w miejscach narażonych na promieniowanie słoneczne stosuje się czarne opaski ze względu na wpływ promieniowania UV na tworzywo sztuczne (przyspiesza ono starzenie się większości tworzyw, co prowadzi do pogarszania się ich właściwości mechanicznych).
Opaski zaciskowe występują zazwyczaj w szerokościach od 2.5mm do 13mm, długość waha się od 75mm do 1500mm. Te i inne parametry zawarte są w normie IEC 62275.

## Historia
Opaski zaciskowe zostały wynalezione przez przedsiębiorstwo Thomas & Betts (obecnie ABB) w 1958. Głównym pomysłodawcą był inżynier Maurus C. Logan, który postanowił rozwiązać problem zabezpieczania wiązek kabli przed przetarciem lub splątaniem (w tym czasie wiązki kabli łączono sznurami pokrytymi woskiem). Wynalazek opatentowano 24 czerwca 1958. Pierwotnie, pod nazwą Ty-Rap, były używane do układania przewodów w samolotach. Początkowo wykonane były z metalu, a dopiero później materiał zmieniono na nylon.

## Ponowne wykorzystanie
Opaski uważa się na ogół za jednorazowego użytku. Jednakże jeśli zachodzi potrzeba rozpięcia opaski, zamiast ją rozcinać (niszcząc ją w ten sposób), możliwe jest podważenie zapadki i wysunięcie taśmy z zębatką. Najczęściej opaski nie są zaprojektowane w sposób umożliwiający łatwe rozpięcie i do podważenia zapadki konieczne jest użycie przyrządu takiego jak igła, czy mały śrubokręt. Po rozpięciu, o ile zapadka nie uległa uszkodzeniu, opaski można użyć ponownie.
Dostępne są też opaski otwieralne wielokrotnego użycia, w których główka opaski ma dźwignię otwierającą zapadkę.